# ボルドー包囲戦 (1453年)
ボルドー包囲戦（フランス語：Siège de Bordeaux）は、百年戦争中の1453年8月13日から10月5日にかけて行われた、フランス王国とイングランド王国間の戦いである。

## 経過

### アキテーヌを巡る争い
1450年のフォルミニーの戦い等でのフランスの勝利から、シェルブールの占領によりノルマンディー地方を攻略した。これによりイングランド領となっているフランス国土はアキテーヌのみとなっていた。
1451年にアキテーヌの中心都市ボルドーを攻め、一度はフランスが占領していた。しかし、翌1452年にイングランドのジョン・タルボットが再占領し、再びイングランドが支配することになった。フランスは来る戦争に備えて冬を乗り切り、そして1453年7月17日のカスティヨンの戦いでタルボットを敗死させ、更に周辺のサンテミリオン、リブルヌ、フロンサック、ブール、ブライを次々と陥落、フランス軍は8月13日にはボルドーを包囲した。

### 戦闘
8月13日、フランス国王シャルル7世が現場指揮を行うため、ボルドー北方にあるアンべのモンフェラン城に到着した。更に、ボルドーのすぐ北東にあるロルモンに防衛陣地を形成、周囲をフランス艦隊が取り囲んだ。
一方イングランド側は、ボルドーを囲む三つの囲いと20の塔を防衛し、攻めるフランス軍に抵抗した。
しかし、イングランド側の最重要な防衛拠点ブランクフォールが9月に陥落すると、イングランドを支持していた市民の士気が落ち、敗色濃厚となった。一方のフランス軍もフィリップ善良公の援軍を得るも、疫病が流行っていたことや周辺の補給もガスコン人が焦土作戦により妨害されていたことから、早期の陥落を狙うもイングランド軍が必死に抵抗して陥落しなかった。

### 終結
シャルル7世は和約によりボルドーを再占領することを考えた。10月9日、モンフェランにおいてシャルル7世とボルドーとの間で和約が結ばれた。要約すると以下の通り。
- ボルドーはフランスに対し20万クラウンの賠償金を支払う。
- フランス軍の捕虜を身代金無しで釈放する。
- 周辺領主を含む、ボルドー市民20人を国外追放する。

このフランスに非常に有利な講和でボルドーは再びフランスの支配下となった。10月12日にイングランド軍が撤退し、その1週間後の10月19日にシャルル7世がボルドーに入城、これを以て百年戦争はフランスの勝利で終結した。